# Ryan International Airlines
Ryan International Airlines, Inc. — американская авиакомпания, осуществляющая внутренние и международные нерегулярные перевозки.
Базируется в городе Рокфорд, штат Иллинойс. Почтовая служба США была одним из первых заказчиков у этой авиакомпании, выполнявшей на самолётах Boeing 727 регулярные грузопочтовые перевозки. Ryan в настоящее время выполняет нерегулярные чартерные и экскурсионные перевозки; выполняютя заказы для Министерства обороны США, Министерства юстиции и других федеральных ведомств.

## История
Авиакомпания была основана в городе Уичита, крупнейшем населённом пункт штата Канзас в 1972 году и начала коммерческие полёты 3 марта следующего года. Ранее она была известна как Ryan Aviation, была перепродана Рональдом Райаном в 1989 году. В 1983 году компания начала чартерные пассажирские перевозки из Атлантик-Сити, Миннеаполиса - Сент-Пола, Кливленда и Цинциннати. Рональд Райан был полным собственником компании до 2005 года, до покупки риэлторской компанией Rubloff Development Group.  Ryan выполняла значительное число рейсов AirTran Airways между Атлантой и городами тихоокеанского побережья США в 2003-2004 годах, после чего AirTran начала выполнять эти рейсы на собственных самолётах Boeing 737. В 2006 году штаб-квартира компании переехала в Рокфорд.

## Флот

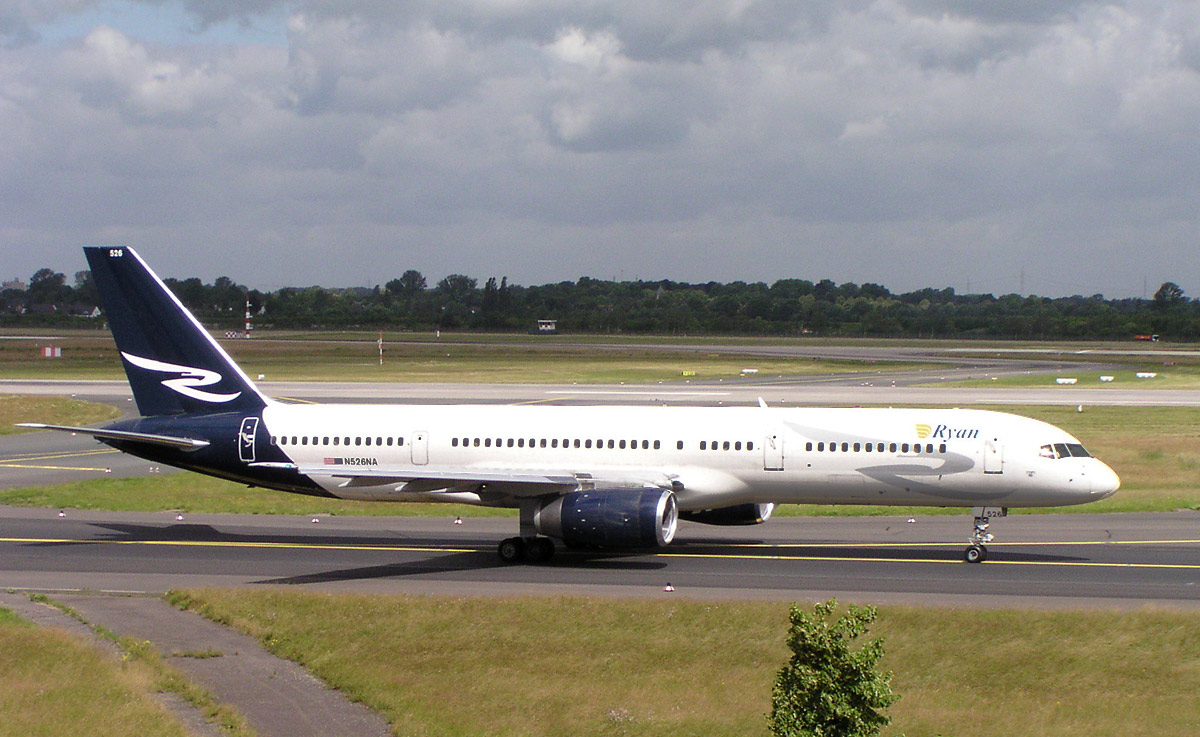
Boeing 757-200 авиакомпании Ryan International

На 1 мая 2010 года Ryan International Airlines имел флот из 8 самолётов:

## Внешние ссылки
- Ryan International Airlines